# Moscow Challenge

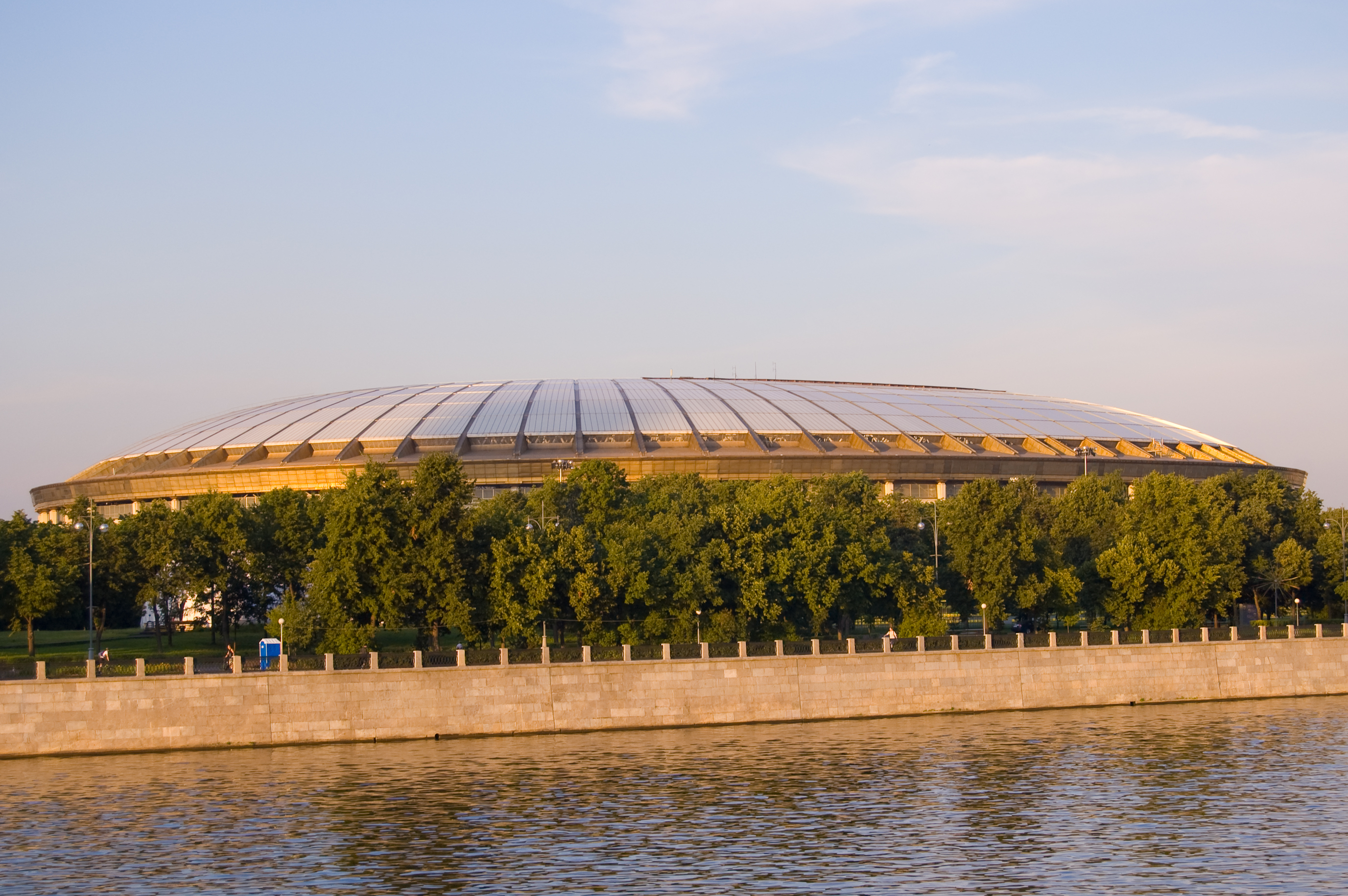
Luzhniki Stadium em Moscou

O Moscow Challenge é um meeting de atletismo que se desenrola todos os anos em Moscou, Rússia, desde 2011. Faz parte atualmente da IAAF World Challenge e é sediado no Luzhniki Stadium, em regra acontece sempre em junho, mês mais quente do verão russo.